# Bombdådet vid Baghlans sockerfabrik 2007
Bombdådet vid Baghlans sockerfabrik 2007 var en självmordsbombning som inträffade den 6 november 2007 i Baghlan, Afghanistan. Målet var troligtvis afghanska politiker. 

## Detaljer
Bomben exploderade i den afghanska staden Baghlans centrum medan en delegation parlamentariker var på besök och en ceremoni hölls för återöppnandet av en sockerfabrik. Flera ögonvittnen såg självmordsbombaren gå in i en stor grupp människor och detonera bomben.

## Offer
Fler än 80 personer dödades eller skadades. Minst fem medlemmar i det afghanska parlamentet dog av explosionen. De fem medlemmarna har identifierats som Mustafa Kazemi, en före detta handelsminister, Abdul Mateen, Alhaj Sahibur Rahman, Hajji Muhammad Aref Zarif och Sebghatullah Zaki. Det har också rapporterats att poliser, barn och medlemmar ur jordbruksdepartementet ska ha dödats.

## Ansvariga
Ännu har ingen tagit på sig ansvaret för explosionerna men det har förekommit omkring 120 självmordsbombningar i Afghanistan under 2007. Taliban har pekats ut som ansvarigt för merparten av dessa. Denna attack var när den skedde den värsta sedan talibanregeringen störtades 2001.